# Anders & Beter
Anders & Beter (A&B) was een Belgische lokale politieke partij te Heist-op-den-Berg.

## Geschiedenis
Deze eenmanspartij werd in september 2018 opgericht door voormalig CD&V-schepen René Willems in aanloop van de gemeenteraadsverkiezingen later dat jaar. A&B overtuigde die stembusgang 1,38% van de kiezers, onvoldoende voor een zetel in de Heistse gemeenteraad.